# Charles McDonald
Charles (Charlie) McDonald (ur. 11 czerwca 1935 w Ballyroan, hrabstwo Laois) – irlandzki polityk i rolnik, wieloletni Teachta Dála i senator, poseł do Parlamentu Europejskiego, w latach 1981–1982 Cathaoirleach.

## Życiorys
Z zawodu rolnik, został członkiem Fine Gael. W latach 1961–1973 po raz pierwszy zasiadał w Seanad Éireann z nominacji panelu rolniczego. W 1973 wybrany do Dáil Éireann, w 1977 nie uzyskał reelekcji. Następnie w latach 1977–1993 ponownie był senatorem z rekomendacji panelu rolniczego, w 1993 i 1997 bezskutecznie ubiegał się o ponowny wybór. Od stycznia 1973 do czerwca 1979 był członkiem irlandzkiej delegacji do Parlamentu Europejskiego, gdzie należał do frakcji Europejskiej Partii Ludowej. W 1984 i 1989 bezskutecznie ubiegał się o mandat europosła. Od października 1981 do maja 1982 pełnił funkcję Cathaoirleach (przewodniczącego Senatu), zaś w latach 1982–1983 i 1987–1989 – Leas-Chathaoirleach (wiceprzewodniczącego tej izby).